# 大磯町立大磯中学校
大磯町立大磯中学校（おおいそちょうりつ おおいそちゅうがっこう）は、神奈川県中郡大磯町東小磯にある公立中学校。

## 学校教育目標
- 自立：自ら正しい行動をしようとする人
- 健康：いのちを大切にし、心温かな人

## 沿革
- 1947年（昭和22年）5月5日 - 大磯中学校創立
- 1948年（昭和23年）5月11日 - PTA発足
- 1948年（昭和23年）12月4日 - 講堂工事竣工（焼失）
- 1949年（昭和24年）4月16日 - 1号館竣工（現在無し）
- 1950年（昭和25年）4月13日 - 生徒会発足
- 1951年（昭和26年）3月31日 - 2号館竣工（現在無し）
- 1951年（昭和26年）10月22日 - 初めて自校校庭にて秋季大運動会
- 1952年（昭和27年）2月22日 - 理科教室竣工（現在無し）
- 1952年（昭和27年）5月8日 - 工業教室竣工
- 1955年（昭和30年）3月25日 - 本館竣工（木造3号館）
- 1957年（昭和32年）10月9日 - 創立10周年記念式典挙行（校歌の制定、校門、温室の新設）
- 1960年（昭和35年）3月3日 - 新館第1期工事竣工（鉄筋1号館）
- 1962年（昭和37年）1月20日 - 創立15周年記念式典挙行（校旗の制定）
- 1964年（昭和39年）12月15日 - 東門及び校舎東側棚竣工
- 1965年（昭和40年）3月31日 - 新館第2期工事竣工（鉄筋2号館）
- 1966年（昭和41年）2月28日 - 新館第3期工事竣工（体育館）
- 1977年（昭和52年）10月15日 - 創立30周年記念式典推挙
- 1983年（昭和58年）8月19日 - 三号館落成
- 1993年（平成5年）1月8日 - 服装の自由化実施
- 1995年（平成7年）4月27日 - 全国「みどりの愛護」のつどい功労者建設大臣表彰
- 1997年（平成9年）10月25日 - 創立50周年記念式典推挙
- 1998年（平成10年）12月7日 - PTA創立50周年記念式典及び講演会
- 2006年（平成18年）1月25日 - 1・2号館耐震改修工事完了
- 2008年（平成20年）1月8日 - 創立60周年記念式典推挙
- 2011年（平成23年）8月1日 - 道路ふれあい月間国土交通大臣表彰
- 2017年（平成29年）5月5日 - 創立70周年
- 2018年（平成30年）11月21日 - 第40回全国小・中学校PTA広報誌コンクール「文部科学大臣賞」を受賞

## 部活動
- 運動系
  - サッカー、ソフトテニス（男・女）、バスケットボール（男・女）、バレーボール、卓球（男・女）、柔道、野球
- 文化系
  - 吹奏楽、演劇、生物園芸、科学、美術

## 通学区域
- 大磯町立大磯小学校学区(高麗、東町、大磯、東小磯、西小磯)[3]

## 学区内の主な施設
- 大磯町役場
- 大磯町消防本部
- 大磯町立大磯小学校
- 大磯町立大磯幼稚園
- 大磯町立大磯図書館
- 神奈川県道610号大磯停車場線
- 明治記念大磯邸園
- 旧島崎藤村邸
- JR東日本東海道本線大磯駅
- 国道1号
- 大磯海水浴場